# Alcedo thomensis
Alcedo thomensis é uma espécie de ave da família Alcedinidae.
É endémica de São Tomé e Príncipe.